# Каньєнда
Каньє́нда (англ. Kanyenda) — традиційна громада у складі дистрикту Нхотакота Центрального регіону Малаві.
Населення — 116546 осіб (2018).